# 부산 도시철도
부산 도시철도(釜山 都市鐵道, Busan Metro)는 대한민국 부산광역시와 경상남도 양산시, 김해시와 울산광역시에서 건설·운영되는 도시 철도 노선 체계이다. 이 글에서는 부산광역시 도시교통권역의 다른 도시철도 노선과 연락운송을 시행하는, 한국철도공사 부산경남본부의 동해선 광역전철 또한 부산 도시철도의 일부로서 서술한다.

## 역사
부산에는 궤도 교통으로 부산전차가 있었으나, 적자가 누적되어 1968년 5월 20일에 폐지되는 대신 시내버스가 증차되었다. 이후 1974년에 대한민국 최초의 도시철도인 서울 지하철 1호선이 개통하자, 부산직할시에서는 1977년에 처음으로 지하철 건설 계획을 밝히면서, 1호선은 구덕운동장~시청(현 롯데백화점 광복점)~서면~동래 간 18 km, 2호선은 서면~구포 간 12 km로 잠정 결정하고 1981년에 1호선을 착공하기로 하였다. 이후 부산직할시 지하철 기획단이 출범하였고, 1980년 9월 2일 건설부 중앙도시계획심의위원회에서 1호선 건설을 확정하였으며, 동년 10월 20일에 기공식이 열렸다. 1985년 7월 19일, 1호선 범내골~범어사 구간이 개통하면서 부산에도 도시철도의 시대가 시작되었다.
1991년 5월 28일, 교통부는 호포~좌동 간 2호선(35.8 km)을 좌동신도시까지 3.3 km 연장하고, 부산역~해상신도시 간 3호선(15.7 km), 구포~반송 간 4호선(25.1 km), 사상~가덕 간 5호선(26.1 km)을 건설한다는 내용의 부산 도시철도 기본계획을 부산교통공단에 통보하였다. 기본계획에 의하면 2호선을 1997년까지 짓고 3~5호선은 건설을 보류하도록 하였는데, 이와 별개로 임인택 교통부 장관은 1991년 12월 5일 한국지역정책연구소 간담회에서 2~5호선을 2001년까지 모두 짓도록 하는 의견을 냈다. 1992년 10월 6일, 노건일 교통부 장관은 국회에서 1호선 연장(서대신~신평)과 2호선을 먼저 추진하고, 3~5호선은 향후 추진한다고 밝혔다. 1994년 12월 9일, 부산직할시는 4호선을 폐지하고, 2호선을 양산 북정까지, 3호선을 대저까지, 5호선을 문현까지, 김해~부산선을 하단까지 연장하며, 가덕도~김해~물금~정관~좌천 간 외곽순환선을 신설하는 내용의 부산시 교통체계 정비방안을 확정하였다. 1995년 7월 제출된 3호선 기본계획안에는 5호선이 4호선으로 바뀌고, 가덕~명지~신평~송도~영도~감만~용호~수산대(현 부경대)~대연 간(34.6 km)으로 되어 있다. 3호선 기본계획은 1996년 2월 20일에 대저~미남~수영 구간과 미남~반송 구간으로 확정되었다. 이에 앞서 부산직할시는 2호선을 송정동까지, 3호선을 기장읍까지 연장하는 방안을 구상하기도 하였다.
한편, 부산광역시는 1995년부터 신교통수단의 도입을 논의하였다. 종합운동장~부전역 간 초읍선(5.4 km), 부산역~태종대 간 영도선(9.0 km) 등 두 노선이 우선 추진되었고, 사상역~동아대 간 하단선, 기장~반송 간 기장선(5.6 km), 노포동역~정관 간 정관선(9.1 km) 등 세 노선이 추가로 구상되었다. 그 밖에 다섯 개의 후보 노선이 더 있었으나, 영도선과 초읍선의 사업 타당성이 가장 높은 것으로 조사되었다. 결국 1996년 5월에 초읍선과 영도선의 노선이 확정되어, 초읍선은 종합운동장~롯데월드(현 롯데백화점 부산본점) 간 7.3 km를 2002년까지, 영도선은 부산역~태종대 간 11.2 km를 2003년까지 짓는 것으로 계획되었다. 초읍선은 민자투자사업으로 지정되어 LG건설(현 GS건설) 등 4개 회사에서 구성한 컨소시엄이 우선협상대상자로 선정되었으나, 사업이 지지부진하다가 2016년에 폐지되었다.
신교통수단이 논의되는 동안, 중전철 노선은 3호선까지 계속 개통되었다. 우선 1호선은 1994년 6월 23일 서대신동역~신평역 구간의 개통으로 전 구간이 완성되었다. 2호선은 1991년 11월 착공된 이래 1999년 6월 30일에 호포역~서면역 간 1단계 구간이 개통되었고, 2002년 8월 29일에 광안역~장산역 간 잔여구간의 개통으로 완전 개통되었다. 3호선은 1997년 착공하여 2005년 11월 28일에 전 구간이 개통되었다. 그러나 1999년 11월 4일, 재정 문제로 2~3호선을 제외한 모든 노선은 전면 재검토가 선언되기에 이르렀다.
2000년대 중반부터는 기존 노선의 연장과 경전철 신규 건설이 시작되었다. 3호선의 지선으로 추진되었던 미남~안평(반송선) 구간은 2009년 11월에 별도 노선으로 분리되어 4호선으로 변경되었고, 2011년 3월 30일 개통되며 한국 최초의 영업운영시행 경량전철 노선이 되었다. 2011년 9월 16일에는 부산-김해경전철주식회사에서 운영하는 부산-김해 경전철 가야대역~사상역 전구간이 개통되었다. 2016년 12월 30일에는 지방최초 광역철도 노선인 동해선 1단계 부전역~일광역 구간이 개통되었으며, 2021년 12월 28일 2단계 일광역~태화강역 구간이 개통되며 부산~양산~김해~울산을 잇는 광역철도망이 구축되었다.
시설의 노후화 및 5단계 추가개통으로 1호선에는 2017년부터 신규 차량이 추가/교체 도입되었다.

### 연혁
- 1985년 7월 19일: 부산 도시철도 1호선 1단계 구간 개통(범어사역~범내골역)
- 1986년 12월 19일: 부산 도시철도 1호선 노포동역 개통
- 1987년 5월 15일: 부산 도시철도 1호선 2단계 구간 개통(범내골역~중앙동역)
- 1988년 5월 19일: 부산 도시철도 1호선 3단계 1구간 개통(중앙동역~토성동역)
- 1990년 2월 28일: 부산 도시철도 1호선 3단계 2구간 개통(토성역~서대신동역)
- 1994년 6월 23일: 부산 도시철도 1호선 4단계 구간 개통(서대신동역~신평역)
- 1999년 6월 30일: 부산 도시철도 2호선 1단계 구간 개통(호포역~서면역)
- 2001년 8월 8일: 부산 도시철도 2호선 2단계 1구간 개통(서면역~금련산역)
- 2002년 1월 16일: 부산 도시철도 2호선 광안역 개통
- 2002년 8월 29일: 부산 도시철도 2호선 2단계 2구간 개통(광안역~장산역)
- 2005년 11월 28일: 부산 도시철도 3호선 1단계 구간 개통(대저역~수영역)
- 2008년 1월 10일: 부산 도시철도 2호선 3단계 구간 개통(호포역~양산역)
- 2009년 10월 1일: 부산 도시철도 2호선 부산대양산캠퍼스역 개통
- 2009년 11월: 부산 도시철도 3호선 지선 2단계(반송선)을 부산 도시철도 4호선으로 정식 분리
- 2010년 2월 24일: 부산 도시철도 1호선 역명 개편(서대신역, 동대신역, 토성역, 남포역, 중앙역, 초량역, 좌천역, 범일역, 부전역, 연산역, 명륜역, 장전역, 구서역, 남산역, 노포역 15개역에서 '동' 삭제. 그리고 교대역과 부산대역 2개역을 '~대앞'역에서 '~대역'으로 역명 변경)
- 2011년 3월 30일: 부산 도시철도 4호선 개통(미남역~안평역)
- 2011년 9월 16일: 부산-김해경전철 개통(사상역~가야대역)
- 2014년 12월 5일 : 부산 도시철도 2호선 역명 변경(문전역 → 국제금융센터·부산은행역)
- 2015년 9월 24일: 부산 도시철도 2호선 증산역 개통
- 2016년 11월 21일: 부산 도시철도 2호선 역명 변경(시립미술관역 → 벡스코역)
- 2016년 12월 30일: 동해선 1단계 구간 개통(부전역~일광역)
- 2017년 4월 20일: 부산 도시철도 1호선 5단계 구간 개통(신평역~다대포해수욕장역)
- 2021년 1월 1일 : 부산 도시철도 4호선 역명 변경(동부산대학역 → 윗반송역)
- 2021년 12월 28일 : 동해선 2단계 구간 개통(일광역~태화강역)

## 노선
부산 도시철도는 2025년 현재 6개 노선으로 구성되며, 각 노선을 3개 운영기관이 구분하여 운영한다.
| 노선색 | 노선명           | 기점           | 종점   | 연장    | 역 수 | 운영                      |
| ------ | ---------------- | -------------- | ------ | ------- | ----- | ------------------------- |
|        | 1호선            | 다대포해수욕장 | 노포   | 40.5 km | 40개  | 부산교통공사              |
|        | 2호선            | 장산           | 양산   | 45.2 km | 43개  | 부산교통공사              |
|        | 3호선            | 수영           | 대저   | 18.1 km | 17개  | 부산교통공사              |
|        | 4호선            | 미남           | 안평   | 12.7 km | 14개  | 부산교통공사              |
|        | 부산-김해 경전철 | 사상           | 가야대 | 23.4 km | 21개  | (주)부산-김해경전철       |
|        | 동해선 광역전철  | 부전           | 태화강 | 65.7 km | 23개  | 한국철도공사 부산경남본부 |

## 미개통 또는 공사 중인 노선
| 노선색 | 노선명 | 기점 | 종점     | 거리   | 역수 | 운영자       |
| ------ | ------ | ---- | -------- | ------ | ---- | ------------ |
|        | 2호선  | 양산 | 양산중앙 | 0.9 km | 2개  | 부산교통공사 |
|        | 5호선  | 사상 | 하단     | 6.9 km | 7개  | 부산교통공사 |

### 1호선

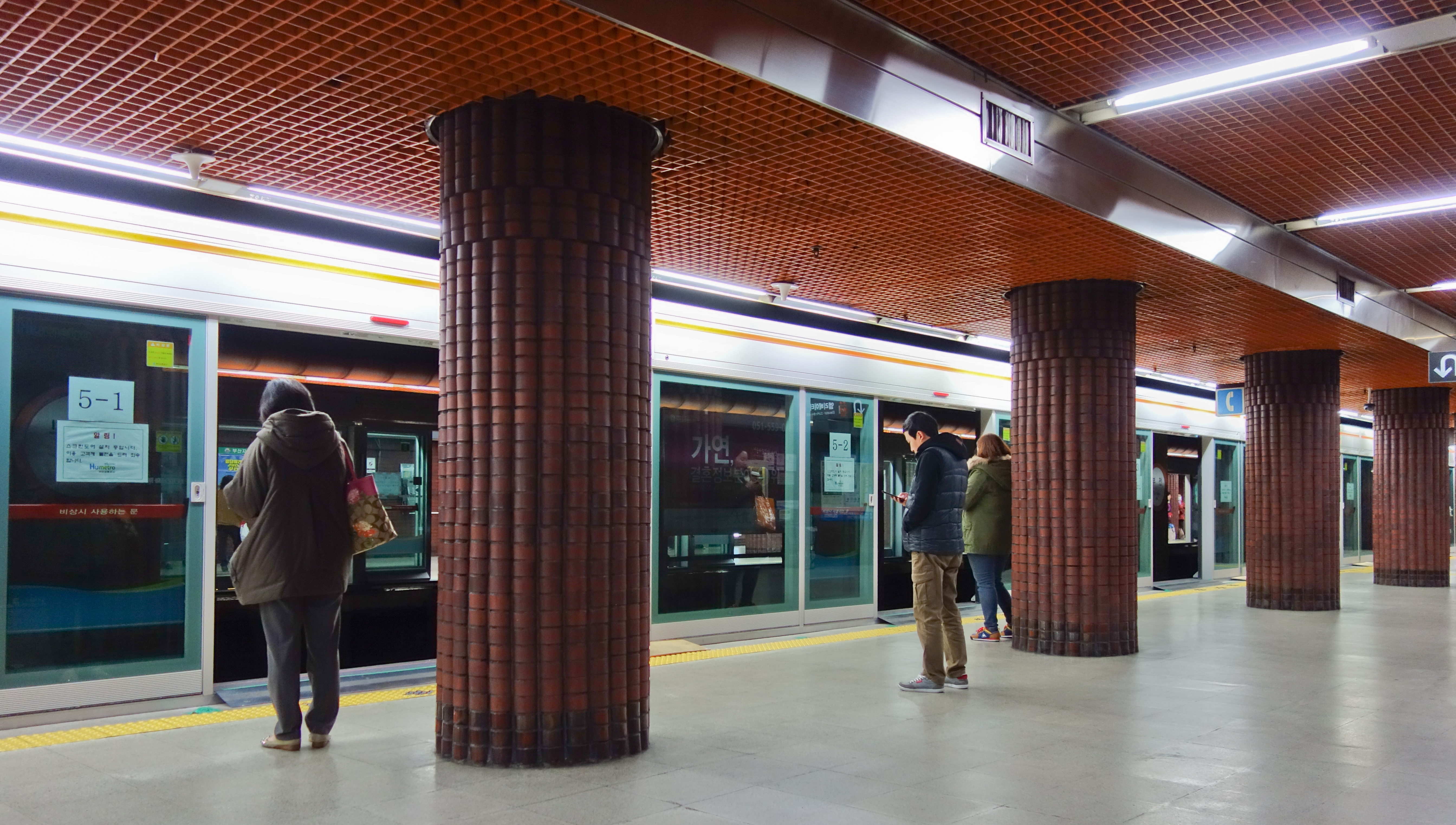
부전역 승강장

1호선은 1985년 7월 19일에 범내골에서 범어사까지의 구간을 최초로 개통하여 운행을 시작하였으며 단계적인 개통 이후 2017년 4월 20일, 신평역에서 다대포해수욕장역에 이르는 구간이 연장 개통되면서 현재의 모습을 갖추게 되었다.
노선은 부산광역시를 종단하며, 금정구 노포역을 출발하여 동래, 서면, 남포동을 지나 사하구 다대포해수욕장역까지 이어진다. 일제강점기부터 1960년대까지 운행되었던 부산전차의 노선과 유사하며, 동래, 서면, 남포동 등 전통적으로 부산광역시에서 가장 번화한 지역을 지나기 때문에 출퇴근 시간에는 상당히 혼잡한 편이다. 부산역, 부산종합버스터미널, 국제여객터미널, 연안여객터미널 등 시외 교통과의 연계가 활발한 노선이기도 하다.
또한 출퇴근 시간에는 4분 간격으로 운행되어 수도권 전철을 제외한 도시철도 중 가장 배차 간격이 조밀한 노선이다.
노선의 고유 색상은 ■ 주황으로, 영업 총연장 40.48 km 구간이며, 모두 40개의 역이 운영 중이다.

### 2호선

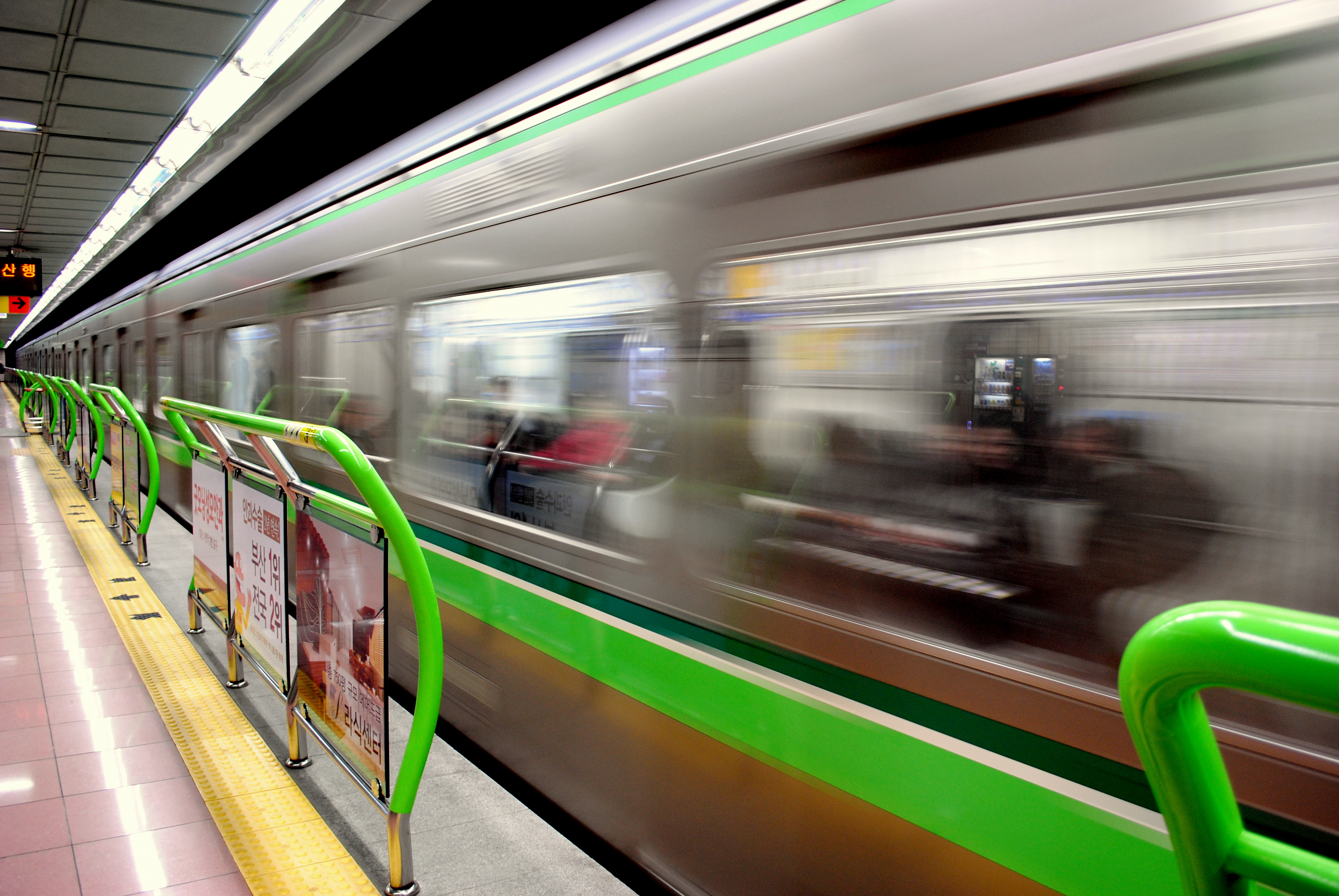
2호선 승강장

2호선은 1999년 6월 30일 최초로 서면에서 호포까지를 개통하여 운행을 시작하였으며, 단계적 개통 이후 현재는 해운대구 장산역에서 양산역까지의 구간을 운영 중에 있다. 부산광역시의 경계를 넘어 경상남도 양산시까지 운행되며, 수도권을 제외한 지역에서 건설된 노선 중 총 연장이 가장 길다.
노선은 부산광역시를 횡으로 가로지르며 경상남도 양산시 양산역을 출발하여 화명, 덕천, 사상, 서면, 수영교차로, 해운대역을 지나 부산광역시 해운대구 장산역까지 이어진다. 부산광역시에 소재한 상당수의 대학교와 부도심을 지나고 있기 때문에 출퇴근 시간에는 이용객이 몰리는 편이다.
또 해운대해수욕장, 광안리해수욕장, 벡스코 등 관광지와 연계되어 있고, 부산서부시외버스터미널, 양산시외버스터미널, 해운대시외버스터미널 등 시외 교통과의 연계도 활발한 노선이다. 특히 양산 구간의 연장 개통으로 부산광역시의 베드타운 역할을 하는 양산신도시와 부산 도심을 이어주는 역할을 하게 되었다.
노선의 고유 색상은 ■ 연두색으로, 영업 총 연장 45.2 km 구간이며, 모두 43개의 역이 운영 중이다.

### 3호선

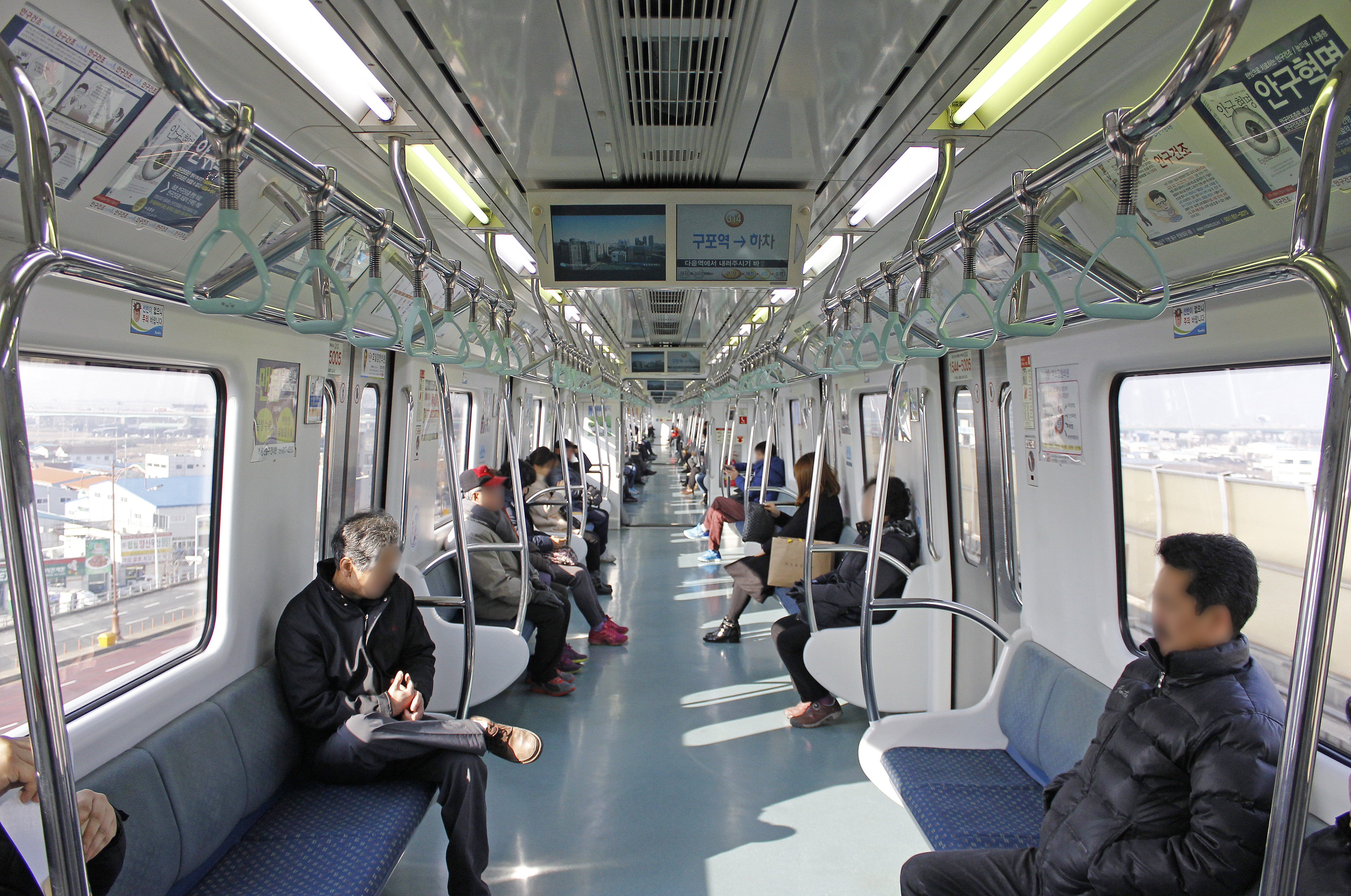
3호선 전동차

3호선은 2005년 11월 28일에 개통하였다. 당초 미남역에서 분기하여 현재의 4호선과 함께 하나의 노선으로 계획되어 3호선 1단계로 불렸으나, 미남역 분기 계획이 경전철로 바뀌어 3호선 2단계 구간이 4호선으로 분리되었다. 해발 고도가 높은 곳을 통과하기 때문에 지표면에서 상당히 깊은 곳에 건설되었다.
노선은 부산광역시 대저역을 출발하여 경부선 구포역, 덕천교차로, 미남교차로, 만덕, 거제동, 연산을 지나 수영구 수영역까지 이어진다. 다른 노선에 비하여 직접 개찰구로 승·하차하는 승객 수는 적지만 환승 연계로 인한 수요가 많고, 2호선의 급행 역할을 하기 때문에 꽤 혼잡하다. 1 · 2호선의 연결을 도와 주며 부산을 井자로 연결한다. 부산 도시철도에서 유일하게 전 노선 환승이 가능한 노선으로, 수영역에서 2호선, 연산역에서는 1호선, 거제역에서는 동해선, 미남역에서는 4호선, 덕천역에서 다시 2호선, 대저역에서는 부산-김해 경전철과 환승 연계가 되어 있다.
노선의 고유 색상은 ■ 밝은 황갈색으로, 영업 총연장 18.1 km 구간이며, 모두 17개의 역이 운영 중이다.

### 4호선

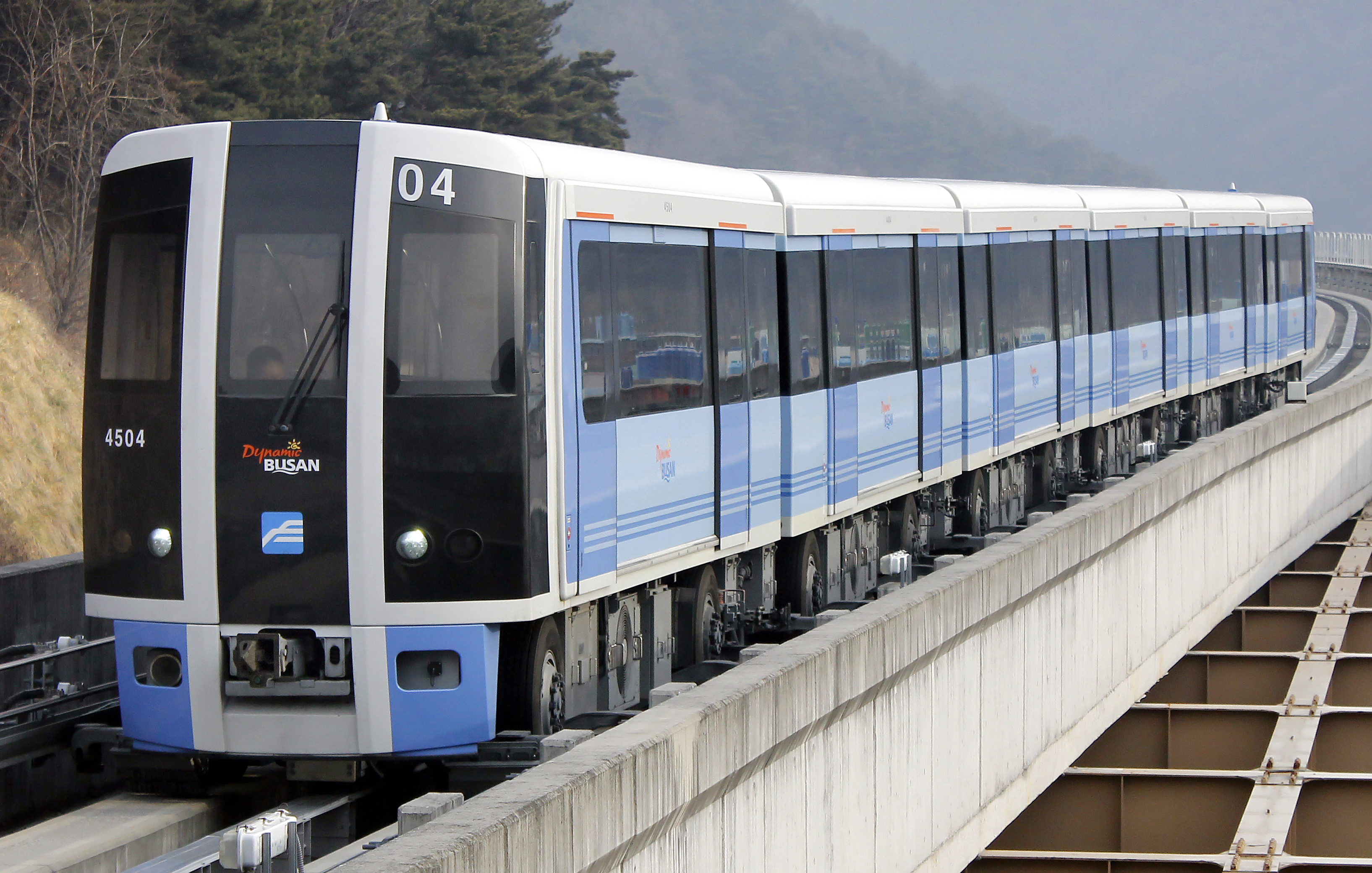
4호선 전동차

4호선은 2011년 3월 30일 대한민국에서 최초로 개통된 경전철로, 해운대구 반송동 지역에서 동래구로 이어지는 지역의 고질적인 교통난을 해결하기 위해 계획되었다. 당초 3호선의 지선으로 계획되어 반송선으로도 불렸다. 미남역에서 분기하여 운행하는 중전철이 운용될 예정이었으나 재원 확보 문제에 기인하여, 경전철로 건설 계획이 변경되었다. 따라서 현재는 경전철로 차량 시스템이 다른 3호선과는 별개로 분리되어 독립된 노선이다.
노선은 부산광역시 기장군 안평역을 출발하여 반송동, 서동, 충렬사, 동래역을 지나 동래구 미남역까지 이어진다. 시종점인 안평역 근처에는 차량사업소가 있다. 미남역에서는 3호선과, 동래역에서는 1호선과 환승이 가능하다.
4호선은 고무 바퀴 경전철이므로 선로가 콘크리트로 건설되었다. 4호선은 다른 노선과는 달리 전기를 제3궤조 방식으로 공급하므로 전동차 상단부에 팬터그래프가 설치되지 않고, 전차선이 선로 근처에 연결되었다. 따라서 전동차의 상단부는 자동차처럼 지붕만 있고, 제3궤조 방식에 의해 발생할 수 있는 감전 사고 방지 차원에서, 전 구간 스크린도어가 설치되어 있다. 한편 전동차가 무인운전 방식으로 운용되므로 운전실이 없이 승객이 전동차의 앞 ·  뒤를 자유롭게 볼 수 있고, 전동차 6량이 1편성으로 편성되어 운행하고 있다.
노선의 고유 색상은 ■ 밝은 파랑으로, 영업 총연장 12.7km 구간이며, 모두 14개의 역이 운영 중이다.

### 부산-김해경전철

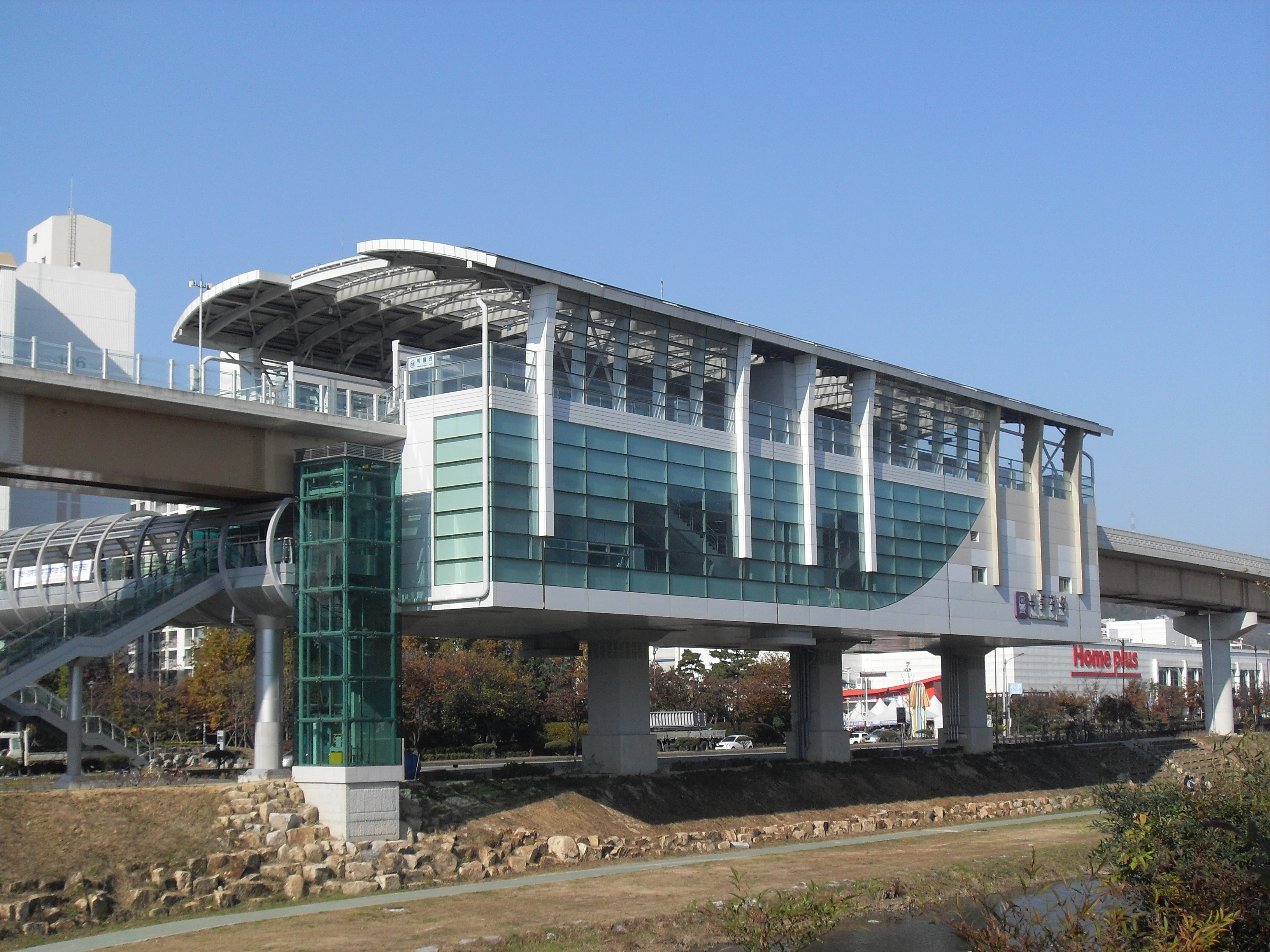
박물관역 전경

부산-김해 경전철은 부산광역시와 밀접한 관계에 있어 통근·통학 수요가 활발한 경상남도 김해시와 부산 도시철도를 연계할 방안으로 건설된 경전철 노선이다. 사업 추진 기준으로는 대한민국 최초의 경전철이며 유료 운행 개시일 기준으로는 4호선에 이어 두 번째다. 경전철이지만 부산광역시의 시계를 넘나드는 광역전철의 역할을 수행하며, 부산 도시철도에서 유일무이한 민자 사업의 도시철도로 BTO 방식으로 운영되어 사업자는 30년 간 운영권만 갖게 된다.
노선은 경상남도 김해시 삼계동 가야대역을 출발하여 김해 시가지를 지난 뒤 서낙동강을 건너 대저역, 김해국제공항을 지나고 다시 낙동강을 건너 사상역까지 이어진다. 시 경계를 지나는 노선으로는 2호선에 이어 2번째이며, 대저역에서 3호선으로, 종착역인 사상역에서 2호선과 환승이 가능하지만 교통카드를 이용한 환승할인만 가능하고 1회용 승차권은 토큰형 RF 방식이므로, 종류가 달라 별도로 구입해야 한다.
김해 시가지와 시외 ·  고속버스 터미널(김해여객터미널, 부산서부터미널), 박물관, 김해국제공항, 대학교(가야대, 장신대, 인제대, 김해대학) 등 주요 수요지를 통과함에도 불구하고 건설시 예측한 개통 당해년도 일일 이용객 17만 6358명에 크게 못 미치는 4만 5286명(2014년 기준)이 이용한다. 이에 따라 일일 이용객이 매년 1만명 이상 증가한다고 계산한 최소 운영 수익 보장(MRG) 손실 보조금은 매년 700억원 이상이다.
열차의 색상은 주황색이나, 노선도 상의 색상은 ■ 보라색이다. 영업 총연장 23.2 km 구간이며 부산광역시에 9개, 김해시에 12개의 역이 건설되어 모두 21개의 역이 운영 중이다.

### 동해선 광역전철
동해선 광역전철은 부산광역시의 부전역과 울산광역시의 태화강역을 잇는 광역철도 노선이다. 부전~일광 간 28.0km 구간이 2016년 12월 30일에 개통되었으며, 일광~태화강 구간은 2021년 12월 28일에 개통되었다. 거제역에서 3호선으로, 교대역에서 1호선으로, 벡스코역에서 2호선으로 환승이 가능하지만 교통카드를 이용한 무료환승만 가능하고 1회용 승차권은 토큰형 RF 방식이므로, 종류가 달라 별도로 구입해야 한다. 노선색은 ■ 구 코레일 블루이다.

## 이용 인원
| 노선 구분          | 노선 구분             | 승차 인원     | 승차 인원 | 하차 인원     | 하차 인원 | 비고                                     |
| 호선명             | 구간                  | 2014년 전체   | 일일 평균 | 2014년 전체   | 일일 평균 |                                          |
| ------------------ | --------------------- | ------------- | --------- | ------------- | --------- | ---------------------------------------- |
| ● 1호선            | 노포 ~ 다대포해수욕장 | 163,342,172명 | 447,513명 | 162,743,953명 | 445,874명 | 다대포 연장 구간은 2017년 4월 20일 개통  |
| ● 2호선            | 양산 ~ 장산           | 117,389,495명 | 321,615명 | 117,300,008명 | 321,370명 |                                          |
| ● 3호선            | 대저 ~ 수영           | 33,465,034명  | 91,685명  | 32,474,341명  | 88,971명  |                                          |
| ● 4호선            | 안평 ~ 미남           | 10,692,597명  | 29,295명  | 10,580,687명  | 28,988명  |                                          |
| ● 부산-김해 경전철 | 가야대 ~ 사상         | 15,778,334명  | 43,228명  | 15,778,334명  | 43,228명  |                                          |
| ● 동해선 광역전철  | 태화강 ~ 부전         | 미개통        | 미개통    | 미개통        | 미개통    | 태화강 연장 구간은 2021년 12월 28일 개통 |
| 총계               | 총 6개 노선           | 340,667,632명 | 933,336명 | 338,877,323명 | 928,431명 |                                          |

- 2014년을 기준으로 부산 도시철도 승객 수는 일평균 93만명에 달한다. 이 중 부산교통공사에서 운영하는 부산 도시철도 1-4호선의 승차 승객 수는 일평균 89만 명이다. 이는 부산 도시철도 역사상 최고 수치고, 대한민국의 도시철도 가운데에는 수도권 전철에 이어 두 번째로 많은 승차 승객 수 기록이다. 이 중 약 50%에 달하는 44만 8천명은 1호선을 이용한 승객이며 36.1%는 2호선이, 10.3%는 3호선이, 3.3%는 4호선이 차지하고 있다. 역별로는 1호선과 2호선의 환승역인 서면역의 이용객이 일 평균 6만 5천여 명으로 가장 많다.

- 3호선 수영역은 별도의 개찰구가 없으며, 이 역을 이용하는 승객은 모두 2호선의 것으로 집계된다. 마찬가지로 4호선 미남역 또한 모든 승하차량이 3호선의 것으로 간주된다.

- 한편 부산김해경전철운영에서 운영하는 부산-김해 경전철은 정확한 승·하차 승객량을 공개하지 않고 있으나, 언론에 공개된 승차 인원 수는 일평균 43,228명이다[31]. 이는 2013년에 비해 5,000여명 증가한 것으로 개통 당시보다 50%가량 증가한 수치이다. 그러나 김해시 ·  부산시와의 협약에 의한 최소 운영수입(2014년 기준 211,147명)에는 크게 미치지 못하고 있어 매년 상당한 액수의 보조금을 지급하고 있다.

### 승차량 변동
| 구 분 | 일평균 승차 인원 | 일평균 승차 인원 | 일평균 승차 인원 | 일평균 승차 인원 | 일평균 승차 인원 | 일평균 승차 인원 | 일평균 승차 인원 | 일평균 승차 인원 |
| 연 도 | 1989년           | 1990년           | 1991년           | 1992년           | 1993년           | 1994년           | 1995년           |                  |
| --- | ---------------- | ---------------- | ---------------- | ---------------- | ---------------- | ---------------- | ---------------- | ---------------- |
| 수송량(승차) | 399,475명        | 482,170명        | 497,145명        | 526,380명        | 515,078명        | 536,199명        | 585,695명        |                  |
| 분담률(부산) | 6.5%             | 7.6%             | 7.7%             | 7.9%             | 7.6%             | 8.6%             | 8.7%             |                  |
| 연 도 | 1996년           | 1997년           | 1998년           | 1999년           | 2000년           | 2001년           | 2002년           |                  |
| 수송량(승차) | 598,210명        | 598,255명        | 557,341명        | 614,394명        | 658,252명        | 711,303명        | 747,439명        |                  |
| 분담률(부산) | 9.7%             | 9.9%             | 10.5%            | 11.9%            | 11.5%            | 12.6%            | 13.4%            |                  |
| 연 도 | 2003년           | 2004년           | 2005년           | 2006년           | 2007년           | 2008년           | 2009년           |                  |
| 수송량(승차) | 722,074명        | 687,226명        | 661,794명        | 666,764명        | 650,766명        | 701,726명        | 722,121명        |                  |
| 분담률(부산) | 12.7%            | 11.5%            | 14.2%            | 13.4%            | 12.8%            | 13.3%            | 13.9%            |                  |
| 연 도 | 2010년           | 2011년           | 2012년           | 2013년           | 2014년           | 2015년           | 2016년           |                  |
| 도시철도 | 752,927명        | 829,220명        | 844,094명        | 867,867명        | 890,108명        | 888,719명        | 904,350명        |                  |
| 분담률(부산) | 14.3%            | 16.3%            | 16.9%            | 17.1%            | 17.5%            | 17.8%            | 18.0%            |                  |
| 김해경전철 | (미개통)         | 30,103명         | 33,658명         | 38,113명         | 43,228명         | 45,286명         | 50,193명         |                  |
| 연 도 | 2017년           | 2018년           | 2019년           | 2020년           | 2021년           | 2022년           | 2023년           |                  |
| 도시철도 | 928,356명        | 921,215명        | -                | -                | -                | -                | -                |                  |
| 분담률(부산) | 18.6%            | -                | -                | -                | -                | -                | -                |                  |
| 김해경전철 | -                | -                | -                | -                | -                | -                | -                |                  |
| - 2011년 이후는 1호선 · 2호선 · 3호선 · 4호선을 도시철도에 포함하고 김해경전철은 별도로 분리 - 도시철도 자료는 통계청과 공사 자료를 확인하였으며, 김해경전철 자료는 언론보도를 확인 |                  |                  |                  |                  |                  |                  |                  |                  |

1호선 전 구간이 완전 개통한 이후인 1989년부터 2016년까지 부산 도시철도의 승차 기준 승객 수는 다음과 같다.
1호선 개통 이후 승객 수는 지속적으로 증가, 개통 직후 9만 9천명이었던 일평균 승객 수는 2016년 현재 90만명으로 거의 10배 수준에 육박하였다. 특히 2호선 ·  3호선 ·  4호선이 차례로 개통하고 환승할인제를 시행하면서 2011년에는 일평균 80만명을 돌파하였고, 2016년에는 90만명을 돌파하였다.
수송분담률의 경우에는 개통 초기 5~6%대에 불과했던 것이 2016년 현재에는 18%를 돌파하였다. 부산광역시의 전체 대중교통 분담률이 40~50%가량임을 감안하면 대중교통을 이용하는 인원 중 상당수가 도시철도를 이용하고 있다고 할 수 있다.
2호선(호포 ~ 서면)을 개통한 1999년에는 일평균 60만명을 최초로 돌파하였으며, 2단계 구간 일부를 개통한 2001년에는 70만명을 돌파하였다. 이후 점차 감소하다가 환승할인제가 시행되면서 2008년부터는 다시 증가하여 2011년에는 80만명을, 2016년에는 90만명을 돌파했다.
1호선 개통 후 시내버스는 40% 대의 분담률을, 택시와 승용차는 각각 20% 대의 분담률을 유지하였으나 2호선 개통 이후인 2000년대 초부터는 도시철도가 10~15%대의 수송 분담률을 달성하면서 시내버스는 20%대로, 택시는 15%대로 낮아졌다. 이어 2010년대에는 4호선 및 부산김해경전철의 개통 등 노선 확대와 환승할인제의 정착으로 도시철도가 15%를 돌파하기에 이르렀다.
향후 5호선 및 부전-마산간 복선전철을 개통하고, 울산까지 동해선 복선전철을 완전개통하면 지하철 분담률은 보다 높아질 것으로 예상된다.

## 운영 기관
부산 도시철도는 공기업인 부산교통공사와 한국철도공사 부산경남본부, 민간기업인 부산-김해경전철 (기업) 세 기관이 운영하고 있다.
1 ·  2 ·  3 ·  4호선은 부산광역시 산하 공기업인 부산교통공사에서 운영하고 있다. 2006년 1월 1일자로 부산광역시로 이관되기 전까지는 건설교통부 산하의 부산교통공단이었는데, 이는 부산 도시철도 1호선 개통 후 막대한 건설비용과 누적 적자로 부산시의 재정난이 가중될 것으로 보아 중앙정부에서 직접 운영하기로 했기 때문이다. 부산도시철도 1호선의 건설 당시에는 현재와 같이 도시철도와 광역철도 건설비용을 중앙정부와 지방정부간 어떻게 분담할 것인지를 법적으로 정해놓고 있지 않았다. 따라서 매년 중앙정부와 지방정부간에 도시철도 건설비용 지원을 놓고 줄다리기가 벌어졌고 실제 중앙정부의 지원규모도 지금보다 훨씬 적었다. 부산시는 1호선 건설시 온천천 하천부지를 활용해 건설비가 저렴한 지상구간을 늘리고 차량도 작은 중형으로 택해 터널 굴착 비용을 절감하는 등 예산절감 노력을 기울였으나 도시철도 건설비용의 대부분을 시 자체예산과 국내외 부채로 감당하기에는 역부족이었다. 이에 따라 부산시 산하 부산지하철본부는 중앙정부인 건설교통부 산하 부산교통공단으로 재편되게 되었다. 이후 대구 · 대전 등의 다른 대도시에도 도시철도가 건설되면서 형평성 논란이 일었고 그에 따라 2007년에 이관되기로 하였던 계획을 앞당겨 2006년에 조기 이관되었다. 현재는 부산광역시 산하의 기관으로 운영되고 있으며, 다른 지역 도시철도 운영과는 달리 건설과 운영 모두 부산교통공사에서 함께하고 있다.
부산-김해 경전철은 부산-김해경전철운영 주식회사에서 운영하고 있다. 부산-김해경전철운영 주식회사는 김해시와 부산교통공사, 서울교통공사가 공동으로 출자한 회사로, 부산교통공사가 부산 도시철도의 건설과 운영을 함께 하는 것과 달리 운영만을 일임하는 회사이다. 현재 부산-김해 경전철 하나의 노선만을 독점 운영하고 있다.
동해선 광역전철은 비수도권 지역 중 유일무이한 광역철도로서, 국가철도공단이 소유하고 있으며, 운영은 한국철도공사 부산경남본부가 운영한다.

## 운임의 산정
부산 도시철도의 운임은 이용한 거리에 따라 구간을 구분하고, 요금을 매기는 이동구간제를 통해 산정하고 있다. 또한 대인과 청소년, 소인의 요금을 차등하여 산정하며, 만 65세 이상에게는 경로우대권을 무임으로 발급한다.(부산-김해 경전철은 무임승차 불가능) 교통카드를 이용하는 경우 할인된 금액에서 일정 금액을 추가로 할인하고 있고 일, 주, 월 단위로 판매되는 정기권을 사용하는 경우 교통카드를 이용하는 것보다 많이 할인된 금액으로 이용할 수 있다.

### 이동구간제
이동구간제는 이용한 거리에 따라 구간을 구분하고, 요금을 매기는 방식이다. 부산 도시철도 1~4호선의 경우 출발하는 역에서 10km까지를 1구간으로 정하고, 10km를 초과하는 경우 2구간으로 정해 운임을 부과한다. 1994년 1월까지는 20km를 초과해 이용하는 경우 3구간 요금을 부과하였으나 이후 3구간이 폐지되어 2구간에 흡수되었다. 한편, 2호선의 양산시 구간을 이용하더라도 별도의 시계외 요금은 부과하지 않는다. 한국철도공사 부산경남본부에서 운영하는 동해선 광역전철의 별도의 요금 측정 방식은 다음과 같다.
- 추가 및 광역 운임(동해선 광역전철)
  - 부산 시내 구간(부전~월내) : 10km 초과 시 10km 마다 부과하는 운임
  - 부산 시계외(울산) 구간(월내~태화강) : 10km 초과 시 10km 마다 부과하는 운임
  - 부산 시내 구간과 부산 시계외(울산)구간을 연속하여 10km 초과 시 부과

| 승객구분 | 승객구분 | 대인(만 19세 이상) | 대인(만 19세 이상) | 청소년(만 13세 ~ 18세) | 청소년(만 13세 ~ 18세) | 소인(만 6세 ~ 12세) | 소인(만 6세 ~ 12세) |
| 결제수단 | 결제수단 | 현금               | 카드               | 현금                   | 카드                   | 현금                | 카드                |
| -------- | -------- | ------------------ | ------------------ | ---------------------- | ---------------------- | ------------------- | ------------------- |
| 1구간    | 1구간    | 1,700원            | 1,600원            | 1,150원                | 1,050원                | 700원               | 무료                |
| 2구간    | 2구간    | 1,900원            | 1,800원            | 1,300원                | 1,200원                | 800원               | 무료                |

65세 이상의 노인이나 장애우, 국가 유공자, 독립 유공자, 5 · 18 민주 유공자의 경우 우대권을 발급받아 무임으로 도시철도를 이용할 수 있다. 특히 중증 장애우와 국가 유공자 1급인 경우 보호자 동반 1인까지 무임으로 이용할 수 있다.
청소년의 경우 기존에는 청소년용 승차권이 별도로 없어 승차권을 구입하면 대인 요금이 부과되었는데, 2010년 5월 1일부터 청소년용 승차권이 발행되므로 청소년용 교통카드를 이용하지 않더라도 승차권을 구입해 할인받은 금액으로 이용할 수 있다.
2023년 10월 7일부터 부산광역시에서 대중교통 요금을 인상하게 되어 대인은 요금이 200원씩, 청소년 과  소인은 요금 동결로 되었다. 인상 전에 구입한 종이승차권은 고객서비스센터를 방문하면 환불받을 수 있다. 또한 정기권 금액도 이에 따라 인상되었으며, 기존에 구입하거나 충전한 정기권은 계속 사용 가능하다.

### 교통카드
부산 도시철도에서는 기본적으로 하나로카드와 마이비카드, 캐시비를 사용할 수 있다. 선불 교통 카드인 이들 카드는 역사 내에 설치된 무인 충전기를 이용해 충전할 수 있으며 편의점이나 가판대의 충전소를 이용해도 충전할 수 있다. 교통카드의 사용은 출발역에서 개찰구에 접촉할 때 1구간에 해당하는 운임이, 도착역에서 개찰구에 접촉할 때 2구간 운임의 차액이 추가로 빠져나가 정산하게 되는 방식으로 되어 있으며, 1구간만을 이용하는 경우 하차 시 요금이 지불되지 않는다. 승차권을 이용하는 경우보다 할인받을 수 있다.
교통카드는 선불 교통카드와 후불 교통카드를 모두 이용할 수 있다. 선불 교통카드의 경우 부산 지역에서 발급되는 하나로카드와 마이비카드사의 디지털부산카드를 이용할 수 있는데, 마이비카드사에서 발급된 다른 지역의 교통카드도 자유롭게 충전 ·  사용이 가능하다. 또한 후불 교통카드의 경우 교통카드 기능이 있는 KB국민카드를 비롯한 신한 ·  비씨 ·  삼성 ·  하나 ·  현대 ·  롯데 ·  농협카드를 사용할 수 있으며 이들 카드로도 도시철도의 이용과 환승할인 등 모든 요금 지불이 가능하다.
타 지역의 교통카드는 종전까지 마이비카드사에서 발급한 교통카드만을 이용할 수 있었는데, 2009년 1월부터는 수도권 지역에서 사용되는 캐시비와 티머니를 이용할 수 있게 되었으며 마이비카드와 하나로카드는 수도권에서도 사용할 수 있게 되었다.
동해선 광역전철의 경우, 후불식 교통카드는 현재 KB국민카드를 비롯한, 신한카드, NH농협카드, 현대카드, BC카드, 롯데카드, 하나카드, 삼성카드는 사용되지만, 씨티카드는 호환성 문제를 이유로 추후 협의 중이다. 왜냐하면, 후불식 카드 업체들의 비싼 정산 수수료 및 선불식 카드 업체간의 충전 프로그램 개발비 문제 등에 기인하여, 사용이 지연되고 있기 때문이다.

### 승차권

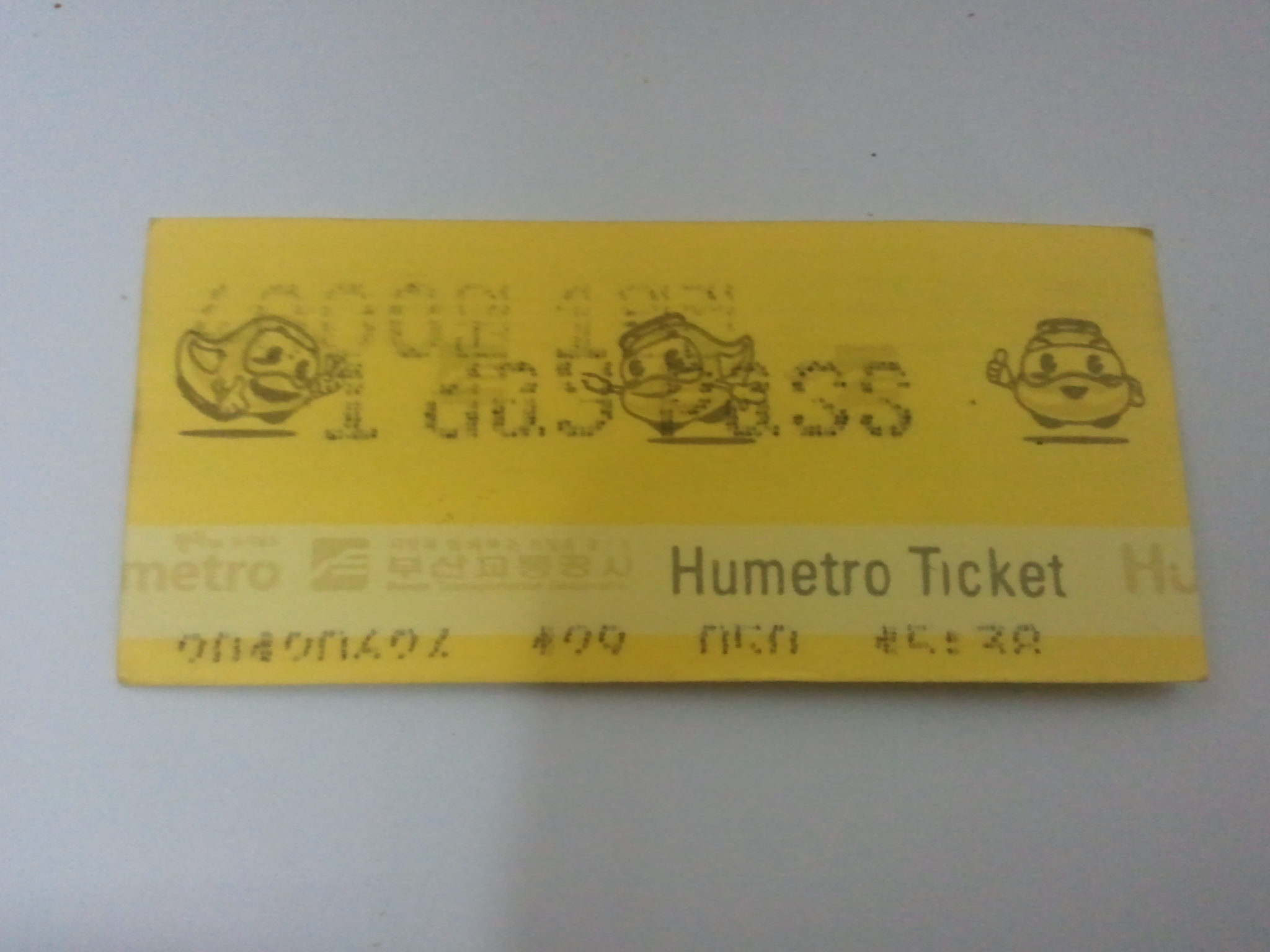
부산 도시철도 1일권. 발권한 날에 한해 무제한으로 사용할 수 있다.

부산 도시철도에서는 대한민국의 도시철도로는 유일무이하게 마그네틱 승차권을 2023년 4월까지 사용되었으며 이후에는 QR 코드 승차권을 이용한다. 개통 당시부터 사용된 마그네틱 승차권은 당초 수도권 전철(서울 지하철, 인천 도시철도)과 대구 도시철도에서도 사용된 바 있으나 대구 도시철도는 2호선 개통을 대비하여 2004년 12월부터, 수도권 전철은 서울 지하철 9호선 개통을 대비하여 2009년 5월부터 마그네틱 승차권을 사용하지 않고 각각 토큰형 RF 승차권과 1회용 교통카드로 변경하였다.

부산 도시철도 1, 2, 3호선에서 사용되는 개찰구인 "삼발이 게이트"이다.

승차권은 노란 바탕의 일반 승차권과 하얀 바탕의 우대권으로 구분되어 발행한다. 일반 승차권의 경우 1구간, 2구간을 선택할 수 있으며 2회권을 구입하여 왕복 이용할 수도 있다. 또 대인, 소인을 구분하여 발급받을 수 있고 2010년 5월부터는 청소년도 따로 구분하여 발급받을 수 있다. 하얀 바탕의 우대권은 65세 이상의 노인이나 장애우, 국가 유공자, 독립 유공자, 5 · 18 민주 유공자의 경우 발급되며 증빙할 수 있는 신분증을 지참해야 발급받을 수 있게 되어 있다.
20명 이상의 단체인 경우 단체 승차권을 발급받아 대인, 소인은 20%를, 청소년은 30%를 더 할인받을 수 있다. 또한 주문제 승차권을 이용하는 경우 대인에 한해 20%를 할인받을 수 있는데, 정액권 형식의 주문제 승차권은 5,000원 이상을 30매 이상 주문하여야 하고 1회용 보통권의 경우 200매 이상을 주문하여야 한다.
부산 도시철도는 정기권 제도를 운영하고 있다. 정기권은 각각 1일권(마그네틱), 7일권(정기권 카드 충전식), 1개월권(정기권 카드 충전식)으로 구분되며 구간 제한이 없이 기간과 횟수에 따라 자유롭게 이용할 수 있다. 1일권은 발행된 당일에 한하여 구간과 횟수의 제한이 없이 자유롭게 이용할 수 있으며 7일권은 7일간 구간의 제한이 없이 20회까지 이용할 수 있다. 또한 1개월권은 30일간 60회까지 사용이 가능하다. 각각 1일권은 5,000원, 7일권은 21,000원, 1개월권은 60,000원에 구입할 수 있다. 다만 이 정기권은 부산 도시철도 1~4호선에서만 이용 가능하며 동해선은 물론 부산-김해경전철, 타 지역 도시철도 및 광역철도, 시내버스 등은 이용할 수 없다.

### 광역환승할인제
| 승객구분      | 승객구분      | 대인(만 19세 이상) | 대인(만 19세 이상) | 청소년(만 13세 ~ 18세) | 청소년(만 13세 ~ 18세) | 소인(만 6세 ~ 12세) | 소인(만 6세 ~ 12세) |
| 버스구분      | 버스구분      | 일반               | 급행               | 일반                   | 급행                   | 일반                | 급행                |
| ------------- | ------------- | ------------------ | ------------------ | ---------------------- | ---------------------- | ------------------- | ------------------- |
| 도시철도 선승 | 도시철도 선승 | 무료 400원         | 무료               | 300원                  | 무료                   | 550원               |                     |
| 도시철도 후승 | 도시철도 후승 | 무료               | 무료               | 150원                  | 무료                   | 250원               | 무료                |

2011년 5월 21일부터 부산 도시철도 2호선의 호포-양산 구간 연장과 9월 16일에 부산-김해 경전철이 개통됨에 따라 부산광역시와 경상남도 김해시 · 양산시 간의 도시철도와 시내버스, 마을버스 간 환승할인이 적용된다. 따라서 종전에는 각 지자체마다 따로 지불하였던 요금을 각 지자체 간 상호 간 환승의 경우 요금 전액이 아닌 환승 요금을 지불하게 되며, 다른 교통수단을 이용해 목적지까지 이동하더라도 훨씬 저렴하게 이동할 수 있게 된다.
환승의 경우 교통카드를 이용하는 경우에만 환승 할인을 적용받을 수 있으며 선 교통수단의 하차 후 30분 이내에 다른 교통수단을 이용해야 한다. 이러한 환승은 2회까지 적용되어 총 3회의 대중교통을 이용할 수 있게 되는데, 환승할인의 모든 조건에 맞더라도 도시철도의 개찰구를 빠져나온 뒤에 다시 도시철도를 이용하는 경우에는 환승 할인이 적용되지 않는다. 도시철도의 환승은 환승역에서만 가능하며, 중간에 시내버스를 이용하더라도 다시 도시철도 개찰구를 통과할 경우 환승할인에서 제외되는 것이다. 시내, 급행(좌석), 마을버스 간 환승 요금은 2015년 7월 1일 부로 폐지되었으므로 김해.양산버스, 부산-김해 경전철 환승시에만 광역환승요금(500원)과 교통수단간 차액을 지불하면 된다.

## 차량기지
현재 부산 도시철도는 차량기지를 7개소 운영하고 있다. 1호선에 노포차량사업소와 신평차량사업소를, 2호선에서는 호포차량사업소, 3호선에 대저차량사업소, 4호선에 경전철운영사업소, 부산-김해경전철에 신명차량사업소, 그리고 동해선에 울산차량사업소가 있다. 4호선 차량 기지의 경우 공식 명칭은 경전철 운영 사업소이나, 통상적으로 많이 쓰는 명칭은 안평역의 이름을 딴 안평차량 사업소로, 부산-김해 경전철과 동해선 제외한 노선, 즉 부산교통공사에서 운영하는 노선들은 모두 도시철도 차량 기지 명과 인근 역명의 이름이 모두 일치한다.

### 노포차량사업소
노포차량사업소는 1호선 전동차 8량 51편성 중 28편성을 운영하고 있으며, 신평차량사업소보다 규모가 커서 중검수를 담당한다. 이것이 노포역을 종착역으로 하고 노포행을 하행으로, 다대포해수욕장역을 시발역으로 하고 다대포해수욕장행을 상행으로 한 이유이다. 부산 도시철도는 타 지역과 반대로 차량기지가 있거나 그 규모가 큰 역 방면을 하행, 없거나 그 규모가 작은 역 방면을 상행으로 둔다. 역 번호 1번이 시발역, 끝 번호가 종착역이 된다. 참고로 하행 열차는 1량이 앞으로 가는 정방향, 상행 열차는 마지막 칸이 앞으로 가는 역방향이다.

### 신평차량사업소
신평차량사업소는 1호선 전동차 8량 51편성 중 23편성을 운영하고 있으며, 규모가 상대적으로 작아 1호선의 경검수를 담당한다.
신평역은 차량 기지가 있는 역이므로 신평행과 그 연장선에 있는 다대포해수역장역 방면이 상행, 노포역 방면이 하행이 된다.

### 호포차량사업소
호포차량사업소는 2호선 전동차 6량 56편성 전량을 운영하고 있으며, 규모가 부산 도시철도 차량기지 5개소 중에서 가장 크다. 그래서 2호선의 경검수와 중검수를 다 하며 3호선 전동차 4량 20편성 전량의 중검수도 할 수 있다. 호포역은 차량 기지가 있는 역이므로 호포행과 그 연장선에 있는 양산역 방면이 하행, 차량기지가 없는 장산역 방면이 상행이 된다. 따라서 장산역이 1번 역, 양산역이 끝 번호가 된다.

### 대저차량사업소
대저차량사업소는 3호선 전동차 4량 20편성 전량을 운영하며 그의 경검수를 담당한다. 중검수는 수영역 이후에 이어져 있는 2호선 선로를 통해 호포 차량 사업소로 이동하여 그 곳에서 받는다. 다른 노선과 마찬가지로 대저역 방면이 하행, 수영역 방면이 상행이 되며 수영역이 1번, 대저역이 끝번이 된다.

### 경전철운영사업소
경전철운영사업소는 4호선 전동차 6량 17편성 전량을 운영하며 그의 경검수와 중검수를 담당한다. 공식 명칭은 경전철 운영 사업소이나, 실질적으로 많이 쓰이는 명칭은 안평 차량 사업소이다. 안평역 방면이 하행, 미남역 방면이 상행이며, 미남역이 1번, 안평역이 끝번이 된다. 기지 내에 있는 안평기지간이역은 정식 역사 취급을 하지 않으며, 단순 도시철도 이용 목적으로 드나들 수 없다. 기지 내의 경전철 홍보관과 휴메트로 테마 공원 이용 목적으로만 갈 수 있으며, 그마저도 승강장 끝에 있는 경비실에서 허가증을 받아야만 들어갈 수 있다. 오후 5시 이후엔 출입이 일체 금지된다.

### 신명차량사업소
모든 부산김해경전철 전동차 25편성이 여기에 배속되어 있으며 전 편성의 중검수와 경검수를 담당한다.

### 울산차량사업소
모든 동해선 광역전철 전동차가 여기에 배속되어 있으며 전 편성의 중검수와 경검수를 담당한다.

## 안내방송
전 구간 자동으로 안내방송이 송출되며 승강장에서는 열차의 진입과 출발 시, 전동차 내부에서는 이번 역 안내와 각종 캠페인이 송출된다.
- 부산 도시철도 1호선  ·  2호선  ·  3호선  ·  4호선

2007년부터 대한민국 최초로 주요역 및 환승역에서 4개국어로 안내방송을 송출하고 있으며, 2020년부터 대한민국 최초로 주요역 승강장 및 환승역 승강장에서는 승객이 내릴때 승강장 안내방송에서 역사별 특화된 안내방송(환승안내, 관광명소, 관문역)으로 송출하고 있다. 종합버스터미널이 위치한 노포역, KTX(SRT) 정차역이 위치한 부산역, 구포역, 부산항국제여객터미널이 위치한 초량역, 해수욕장이 위치한 다대포해수욕장역, 해운대역, 광안역, 시외버스터미널 위치한 사상역, 양산역, 환승역인 서면역, 연산역, 교대역, 수영역, 거제역, 덕천역, 미남역, 동래역, 사상역, 대저역, 벡스코역 등이 있다. 4개국 언어는 한국어  ·  영어  ·  중국어  ·  일본어이며, 원래 일본어와 중국어의 순서였으나 중국인 관광객 수가 늘면서 2015년부터 순서가 변경되었다.
승강장에서는 전동차 진입 안내방송, 승강장에서의 주의 안내방송이 송출되며, 주요역 승강장 및 환승역 승강장에서 승객이 내릴때 승강장 안내방송에서 역사별 특화된 안내방송(환승안내, 관광명소, 관문역)으로 송출하고 있으며, 전동차 안에서는 다음 역 안내방송과 각종 캠페인, 주의 안내방송이 송출된다.
- 부산-김해경전철

현재 한국어 안내방송과 영어, 중국어, 일본어 안내방송을 송출하고 있다. 사상역, 대저역, 수로왕릉역, 공항역, 김해시청역, 박물관역, 가야대역 등이 있다.
승강장에서는 공항역에서만 4개국어로 전동차 진입 안내방송을 송출하고 나머지는 2개국어로 송출하며 승강장에서의 주의 안내방송이 송출되며 전동차 안에서는 다음 역 안내방송과 각종 캠페인, 주의 안내방송이 송출된다.

### 성우
- 부산 도시철도 1호선  ·  2호선  ·  3호선  ·  4호선

전동차내 한국어 방송의 경우 강희선이, 영어 방송의 경우 2007년까지는 수잔 맥도날드가 녹음하였고, 2007년부터는 제니퍼 클라이드가 녹음하였다. 주의사항을 알리는 보조방송의 경우 강희선이 2008년까지는 녹음하였고, 2008년부터는 홍성헌이 녹음하였고 2017년에는 일부 주의사항을 알리는 보조방송에서 강희선과 홍성헌이 나왔으나 2018년에는 주의사항을 알리는 보조방송을 전부 홍성헌으로 환원했다.
- 부산-김해경전철

전동차내 한국어 방송의 경우 음성합성을 통한 목소리로, 실제 육성은 아니나 이윤정의 목소리를 기반으로 하였다. 승강장 안내방송은 강희선이 녹음하였다.
- 동해선 광역전철

전동차내 한국어 방송의 경우 강희선이, 영어 방송의 경우 제니퍼 클라이드가 녹음하였으나, 2018년 3월 TTS으로 개정되었고 2020년 1월 13일 TTS 2차 개정되었다.

### 음악
- 부산 도시철도 1호선  ·  2호선  ·  3호선  ·  4호선

환승음악의 경우 〈바이날로그〉라는 퓨전 국악이 연주된 후 환승 안내방송이 송출된다. 벨소리와 새 소리가 결합된 멜로디가 2009년 이전까지 사용되어 왔으며, 이후 대한민국 최초로 각 노선별 다른 음악을 사용하였으나 2012년 9월 1일에 바이날로그로 통합하였다.
기종점에서 출발할 경우 클래식으로 사용하였는데 과거에는 시발역에서 '비발디-사계 중 봄'을 사용하였고 2000년대 초반까지 1~3호선에서는 비발디-조화의 영감을 사용하였다. 2009년 8월 31일부터 가수 윤형주가 부른 휴메트로의 로고송으로 송출하였고, 기종점에 도착할 경우 클래식을 종착역으로 사용하였으나 2012년 9월 1일부터 여성 합창단이 부른 휴메트로의 로고송으로 통합하였다. 또 상대적으로 긴 거리를 운행하는 역 사이에서도 음원을 송출하는데 4호선 석대역에서는 영산대역 방향으로 운행 시 〈A Lover's Concerto〉가 송출되고 4호선 영산대역에서는 석대역 방향으로 운행 시 〈여자의 마음〉이 국악 버전으로 송출된다. 1호선 시청역에서는 어느 방향이든 진입 전 〈부산찬가〉가 송출된다.
한편 각 역의 특색을 감안하여 해수욕장이 위치한 다대포해수욕장역, 광안역, 해운대역에서는 갈매기와 파도 소리를 송출하고, 항구가 위치한 다대포항역에서도 역시 갈매기와 파도 소리를 송출한다. 특히 다대포해수욕장역에서는 종점역이지만 로고송 대신 갈매기와 파도 소리를 송출한다.
- 부산-김해경전철

시종착역에서 클래식 음원이 송출된다.
- 동해선 광역전철

환승음악의 경우 〈얼씨구야〉라는 퓨전 국악이 연주된 후 환승 안내방송이 송출된다.

## 향후 변화
부산 도시철도는 현재 운영 중인 노선 외에도 많은 노선의 계획을 추진하여 정책에 반영하고 있다. 부산광역시는 기존에 운영 중인 도시철도의 재정비와 신규 노선의 개발을 위해 《부산시 도시철도 기본 계획》을 추진하고 있는데, 10년에 한 번 추진하고 5년에 한 번 개정한다. 또한 부산광역시 외곽 지역에 광역전철 계획이 포함되어 부산김해경전철, 동해선 광역전철이 태화강역까지 개통하였고, 동해선 북울산 연장을 위한 설비 작업이 진행 중이다.
현재 건설 중인 노선으로는 양산 북정역~노포역을 잇는 양산선, 2호선과 양산선과 환승편의를 위해 연장중인 양산역~양산중앙역, 사상역~하단역을 잇는 5호선, 부전역~마산역을 잇는 부전마산선이 공사 중에 있으며, 5호선의 녹산 연장과 노면전차(트램) 실증 노선인 오륙도선도 추진중이다.
| 구분 | 노선명          | 기점                     | 주요 경유지                                | 종점                   | 연장    | 역 수 | 운영                                 |
| ---- | --------------- | ------------------------ | ------------------------------------------ | ---------------------- | ------- | ----- | ------------------------------------ |
| 신설 | 부전마산선      | 부산진구 부전역          | 사상, 김해공항, 장유, 창원중앙, 창원       | 경남 창원시 마산역     | 51.4 km | 8개   | 한국철도공사 부산경남본부 스마트레일 |
| 신설 | 양산선          | 금정구 노포역            | 사송, 내송, 양산시청, 양산종합운동장, 신기 | 경상남도 양산시 북정동 | 12.5 km | 7개   | 미정                                 |
| 신설 | 5호선           | 사상구 사상역            | 새벽시장, 학장동, 엄궁동, 동아대           | 사하구 하단역          | 6.9 km  | 6개   | 부산교통공사                         |
| 신설 | 오륙도선        | 남구 경성대부경대역      |                                            | 이기대 어귀 사거리     | 1.9 km  | 5개   | 부산교통공사                         |
| 연장 | 2호선           | 경상남도 양산시 양산역   | 양산 ~ 양산종합운동장                      | 경상남도 양산시 북부동 |         | 1개   | 부산교통공사                         |
| 연장 | 동해선 광역전철 | 울산광역시 남구 태화강역 | 태화강역~북울산역                          | 울산광역시 북구 창평동 | 9.7KM   | 1개   | 한국철도공사 부산경남본부            |

### 진행중인 노선

진행중인 노선이 포함된 부산 도시철도 노선도

부산교통공사에서는 향후 신규 중량 전철 노선의 건설이 계획되어 있지 않으며, 한국철도공사에서는 현재 동해선 복선전철 3단계 구간인 태화강역 - 북울산역 구간과 부전-마산간 복선전철이 착공에 들어갔다. 부산교통공사에서는 경전철인 5호선과 노포-북정선, 오륙도선이 계획 또는 착공 단계에 들어갔다.

#### 동해선 광역전철의 북울산 연장
부전역과 태화강역 구간이 2021년 12월 28일개통 되면서 동해선 2단계 구간이 완공되었다. 하지만 북구를 지역구를 두었던 이상헌의원이 북울산연장을 추진해달라고 했고, 오영식 사장도 긍정적인 답변을 내놓았다. 그러고 수요 예측을 보면 북울산역을 연장할 경우 하루 5500명 이상 탑승할 것으로 예상되며 인구가 적은 아산시와 춘천시가 수도권 전철을 이용하고 있으니 수도권과 지방의 형평성을 위해서 북울산 연장을 추진 하였다. 그러나 국토부가 추가비용을 우려해 회의적인 반응을 내놓았다. 하지만 정세균 총리가 북울산역 공사 현장을 방문해 북울산역에 좋은 소식이 있을꺼라 말하였다.
그리고 북울산역 연장을 위한 예산이 2021년 예산안에 책정되면서 확정이 되었다. 2025년에 3단계 구간 연장구간 개통 목표이다.

#### 부전-마산간 복선전철
삼랑진역부터 광주송정역까지 이어지는 경전선 구간을 부전역에서 창원중앙역을 경유하는 노선을 신규로 건설해 이를 본선으로 하고, 부전역에서 마산역까지 이어지는 구간에 통근형 전동차를 운행하여 광역철도를 구상하는 노선이다. 이는 김해국제공항, 창원시, 부산광역시 도심 사이를 빠르게 연결하는데 그 목적이 있으며, 2008년 민간자본투자사업(BTL) 방식으로 전환하여 스마트레일에서 추진하고 있으므로, 2023년 하반기에 개통 예정이다.
노선은 총 연장 51.4km로서 부전역, 사상역, 김해공항역, 장유역, 가락역, 창원중앙역, 마산역에 통근형 전동차와 특급형 전동차가 동시 정차하며 사상역, 김해공항역, 가락역이 신설된다. 현재 스마트레일에서 위탁 건설 중이고, 개통되면 한국철도공사 부산경남본부는 열차 운행 및 운임 정산을 전담하고, 스마트레일은 위탁 운영으로 역무 관리 및 선로 유지 보수 운영을 전담하게 되므로, 당초 준고속 전동차인 KTX-이음으로 운행될 예정이었지만, 해당 지자체에서 통근형 전동차와 함께 병행 운행도 요구하여 운행하는 것으로 가닥이 잡히고 있다.

#### 5호선
오래전부터 도시철도가 운행중인 사상구 지역과 사하구 하단 지역은 거리가 그다지 멀지 않음에도 상호 이동하기 위해서는 서면역까지 둘러서 가야 하므로 버스에 비해 30분 ~ 40분 정도가 추가 소요된다. 또한 사상역과 하단역 사이의 엄궁동, 학장동 지역은 도시철도에서 소외되어 다른 지역으로 이동하기 위해서는 시내버스나 자가용을 이용할 수밖에 없었다. 따라서 사상 - 하단 간을 연결하는 궤도계 도시철도의 필요성이 꾸준히 제기되었다.
이에 따라 2010년 예비 타당성 조사를 실시하였으며, 비용 대비 편익(B/C)이 0.872로 나와 추진이 시작되어 2013년 국토교통부에서 기본 계획을 확정, 고시하였다. 이에 따르면 6.90 km 연장으로 정거장 6개소, 차량 기지 1개소가 건설되며 5,388억원이 소요되어 2018년에 개통할 예정이었다. 그러나 안정적인 국비 지원과 엄궁동 구간의 지하화로 계획이 변경되어 2023년으로 개통이 최종 확정되었다.
노선은 사상역에서 하단역까지로 2호선과 부산-김해경전철, 부전-마산선이 교차하는 사상역에 501역이, 새벽 시장 교차로에 502역이, 학장 교차로에 503역이, 엄궁 치안 센터 인근에 504역이, 하단 남영 아파트 앞 삼거리에 505역이 건설되고 1호선 하단역에 506역이 건설된다. 차량기지는 엄궁동 법무복지공단 부산지부 인근에 건설될 예정이며, 전 구간 지하로 건설된다.
- 사상-하단선의 녹산 연장

당초 2000년부터 계획된 노선은 사상역을 출발하여 하단역(1호선과 환승), 낙동강하구둑을 지나 명지동(명지오션시티), 녹산동(국가산업단지), 가덕도동(부산신항배후단지)까지 이어졌다. 이는 2009년 부산발전연구원의 연구에서 18개 정거장, 20.9km의 노선으로 사상역에서 하단역까지의 구간과 하단역에서 가덕도동까지의 구간을 구분하여 사상역에서 하단역까지의 구간을 우선 추진하기로 하면서 분리되었다. 현재는 하단역에서 녹산동까지의 2구간이 연장 계획 발표되었으며,2022년 예타 통과 되어 2025년 착공, 2030년에 개통 될 예정이다.

#### 양산선
2호선 1단계(호포역 ~ 서면역) 구간과 2단계(서면역 ~ 장산역) 구간에 이어 양산신도시 개발과 연계된 3단계(호포역 ~ 북정동) 구간이 계획된 바 있다. 이 중 호포역에서 양산역까지의 3-1단계는 양산신도시 개발사업에 도시철도 건설이 포함되어 있어 한국토지공사에서 전액 부담하여 완공/개통되어 운영 중이나 양산역에서 양산시 북정동까지의 3-2단계는 양산신도시 개발 지연 및 양산시 비용 부담 여력 미흡으로 추진이 중단되었다. 이어서 1호선을 노포역에서부터 2호선 양산역을 거쳐 북정동까지 연장하려 했으나, 타당성이 떨어져 결국 노포-북정간 개별 경전철 노선으로 계획되기 시작됐다.
2003년 부산시 도시철도 기본 계획에는 경제적 타당성이 낮은 노선으로 포함되었으나, 2008년 부산교통공사와 양산시 간 1호선 노포역과 2호선 양산역, 양산 북정동 간 경전철 연결을 협의하였으며 2009년부터 2011년까지 기획재정부 예비 타당성 조사가 진행되어 비용 대비 편익(B/C) 지수가 0.89로 산출, 본격 추진되었다. 이어 2011년 7월부터 타당성 조사가 진행되었으며, 시민공청회를 거쳐 최종 노선안이 결정, 2015년에는 국가교통위원회 심의 후 국토교통부로부터 노포-북정선 기본 계획이 고시되었다.
구간은 총 연장 12.5 km, 정거장 7개소와 차량 기지 1개소를 계획 중이며 단선으로 건설된다. 1호선 노포역과 인접한 지점에 101역이, 양산 사송지구 일대에 102역과 103역이, 양산시청 인근에 104역이 건설되며 양산종합운동장 인근에 양산중앙역이 건설되어 2호선과 환승 연결한다. 이어 기존 2호선 연장이 계획되었던 신기지구에 106역을, 북정 산업단지에 107역을 건설할 예정이다. 2017년 상반기까지 기본 계획을 진행하고 2018년 상반기 실시설계 및 착공, 2026년 개통 예정이다. 이와 더불어 2호선을 양산역에서부터 양산종합운동장 인근까지 1개역 연장하여 양산선 105번 역과 환승연계가 이루어지며, 105번 역과 2호선 연장될 역은 같은 건물로 지어 승객들의 환승편의를 크게 반영하였다.

#### 오륙도선
용호동 지역의 도로 정체를 막는 대안으로 건설되는 노선이다. 오륙도선은 2호선 경성대부경대역을 출발하여 해군 작전 사령부 인근까지 이어지는 총연장 5.19km의 노선이다. 이 후, 2010년 2월 26일, 우암, 감만, 용당 주민들은 컨테이너 차량의 무분별한 주차로, 도로 내의 혼란이 빚어지고, 우암로 외에는 다닐 수 있는 길이 전혀 없어, 10분이면 갈 거리를 1시간이나 걸려 간다는 불만이 제기되어 이 지역에 경전철 오륙도선이 통과해야 한다고 주장했다. 그리고 현재, 우암·감만동 일대는 현재 사용하지 않는 복선의 기존 철도가 놓여 있어 최소한의 예산으로 최대 효율성을 가져올 수 있어 현재 시민 여론과 더 좋은 노선 안이 나올 경우 검토해볼 수 있을 것이라고 부산시 측은 밝혔다. 그리고 노면전차 실증 노선에 포함되면서 경성대부경대역에서 이기대 어귀 사거리까지 확정되었다 실증노선이 잘되면 추후 작전사령부 인근인 오륙도까지 연장할 예정이다.
- 2025년 4월10일 오륙도선이 무산돼고 일부구간은 부산항선으로 통합된예정이다

### 구상 중인 노선
이미 착공한 계획 외에도 부산 도시철도에는 다양한 노선들이 계획되어 있다. 크게는 광역전철의 운행과 기존 노선의 연장, 《부산시 도시철도 기본 계획》에 포함된 신규 경전철 노선의 건설이 있는데, 향후 신규 중전철 노선은 계획되지 않고 있다. 부산광역시의 경우 지형상 산지가 많고, 도심이 군데군데 집중된 형태로 발달되어 있어 중전철 세 개의 노선으로 충분한 수송이 가능할 것으로 판단되기 때문이다.
다만 다른 도시와의 연결을 위한 광역전철과 함께 보다 많은 곳에 궤도 교통의 혜택을 위해 도시철도 4호선을 포함하여 많은 경전철이 계획되어 있는데, 주로 도시철도의 혜택을 받지 못하는 곳에 집중되어 있거나 도시철도를 이용하면 한참을 돌아가야 하는 곳에 계획되어 있다.

### 기타 노선
다음은 장기적으로 구상하고 있거나 백지화, 또는 다른 방식으로 계획이 변경된 노선이다.

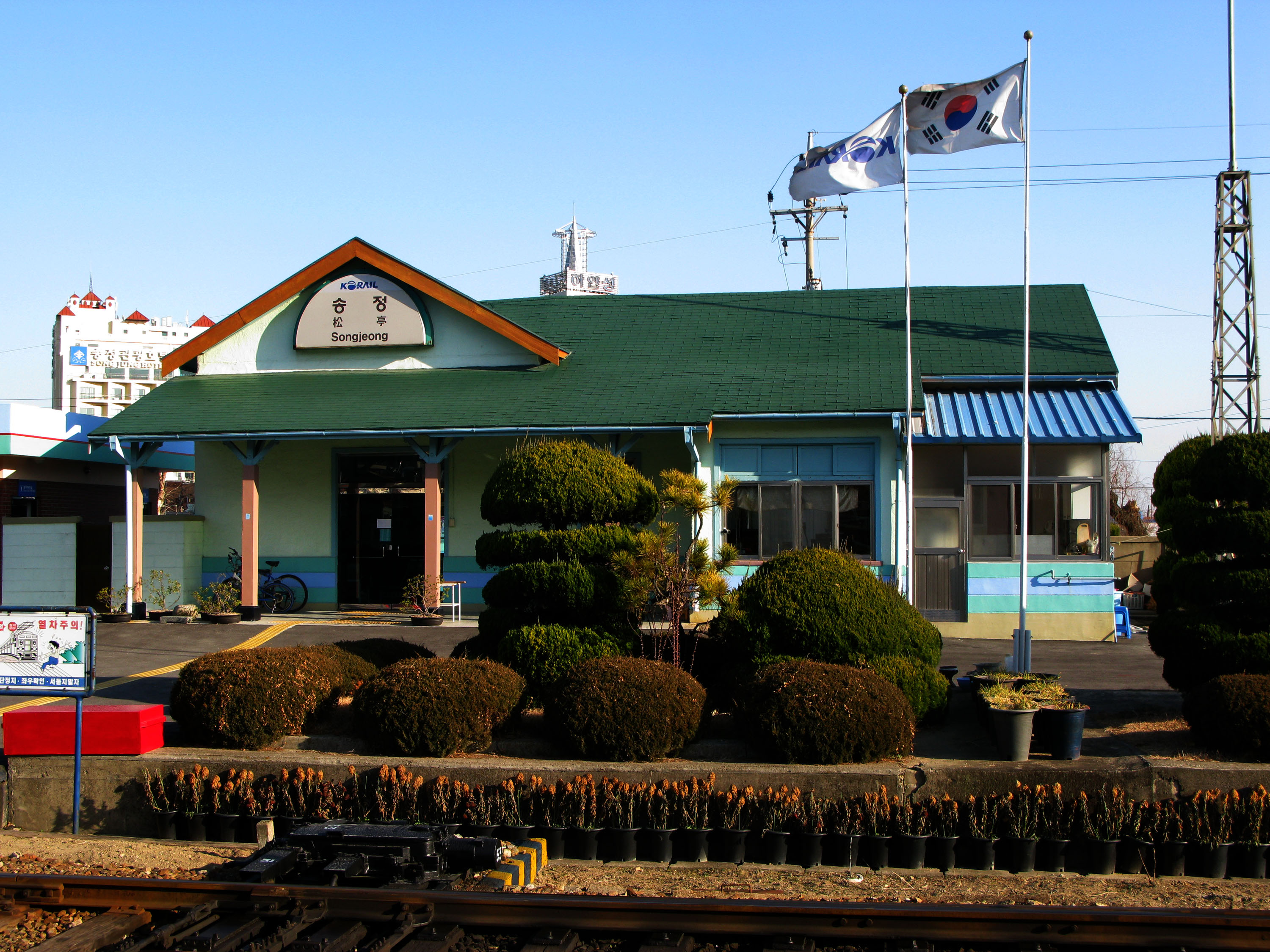
송정역 구 역사, 현재 이설되었다

- 2호선 송정 연장 : 2호선이 해운대 신시가지에서 종착하고 있는 반면, 동부산관광단지의 개발로 교통 수요가 많아질 것으로 예상되는 동부산 지역에는 현재 도시철도가 운행되고 있지 않다. 따라서 부산광역시는 동부산관광단지로의 접근성을 원활하게 하기 위해 동해남부선 수영역에서 출발해 센텀시티, 해운대해수욕장, 달맞이고개, 송정해수욕장을 거쳐 기장역까지 이어지는 20 km 정도의 동부산선 경전철을 계획하였는데, 부산발전연구원의 연구 결과 2호선의 연장과 동일한 효과를 낼 것으로 예상되어 경전철 계획을 없애고 2호선의 송정 연장을 추진하기로 했다. 계획에 따르면 연장 노선은 장산역을 출발하여 인제대학교 백병원 앞, 해운대구 송정동 KT부산해저통신센터 앞, 동해남부선 옛 송정역 앞을 지나, 이후 기장군 시랑리 동부산관광단지 테마파크 중심 상업 지구에서 종착하는 총연장 4.168 km, 모두 4개의 역으로 구상되었다. 그러나 경제성 부족으로 독자 규격의 경전철로 다시 변경되었고, 예비타당성 조사 결과 부적합한 것으로 결론지어졌다. 대신 동부산관광단지 입구에 동해선 오시리아역을 신설하였고, 2호선 송정 연장은 장기적 추진 노선으로 미루어졌다.

- 4호선 일광 연장  : 기장군은 4호선 기장 연장에 이어 일광신도시 근처 일광역까지 연장을 추진하고 있으나, 노선이 동해남부선과 일치하여 현재 진행 중이지 않은 노선이다. 기존에 부산광역시 기장군 철마면 안평리까지 4호선이 들어서 있는 것을 국도 제14호선인 반송로를 따라 만화리 등을 거쳐 많은 주민이 거주하는 기장 읍내의 동해남부선역까지 연장하는 방안이었다. 안평-기장읍 간의 수요가 적고 지형 상의 문제도 있어서 부산시의 재정 여건상 도시철도 건설 우선 순위에서 밀려 있는 상태였으나, 기장군이 300억원의 사업비 지원 제안을 한 뒤 4호선의 기장군 연장 공사가 실현될 가능성이 있다고 밝혔다. 이후 기장군은 교리 지역에 편중되어 있던 노선을 기장읍 시가지를 통과하도록 노선을 일부 수정하여 경제성 향상 효과를 거뒀으며 부산시는 기장선을 2013년 상반기 도시철도 예비 타당성 조사 대상 사업으로 선정하였다. 그러나 2017년 상반기 도시철도 예비 타당성 조사 결과 통과되지 못하고 최종 탈락되었다고 한다.

- 영도 경전철 : 영도에서 육지로 이어지는 도로 정체를 해소하며 영도 주민들의 도시철도 혜택을 위해 건설되는 노선이다. 영도선은 부산에서 유일하게 궤도 교통이 들어가지 않는 지역인 영도 지역 주민들의 편의를 위한 노선이다. 노선은 1호선 남포역을 출발하여, 부산 롯데 타운, 영선 로터리, 한진 중공업, 청학 시장, 영도 구청, 동삼동을 지나 태종대까지 이어지는데, 총 연장이 11.48km에 달한다. 영도는 지리적인 특징 때문에 육지에 닿기 위해서는 연육교를 이용하여야 하는데, 두 대교(영도대교, 부산대교)의 수용량에 한계가 있어 평일 출퇴근 시간대나 주말과 휴일에 심각한 정체가 빈번한 상황이다.

- 사상~가덕선 중 가덕 연장 구간: 지금 공사 중인 사상~하단선에 이어 설계 중인 가칭 녹산역까지 연장 계획은 수립되었으나, 녹산동~가덕도동까지 3단계 구간 공사는 김해공항 이전 문제로 보류되었다. 다만 <2030 부산시 중장기 계획>에 포함되어 있다.
- 부산항선 기존에 계획되었던 C-BAY-Park선,영도선,우암감만선[ 기존의 우암감만선 경로로 별로맞지않다. ],오륙도선[오륙도선 계획 실증구간의 일부[ 경성대부경대역~대인천 ]만 부산항선으로 계승되고 노선의 원래목적인 오륙도와 용호동 구간은 백지화되었다.

#### 폐기된 노선
- 초읍 경전철: 초읍, 연지 일대에는 수많은 주민이 거주하고, 어린이 대공원 등의 유원지가 있음에도 불구하고 버스에만 의존해야하고 외부로 빠져나가려면 월드컵대로, 새싹로, 성지로밖에 없어 도시철도를 타려면 20분 이상이 걸리는 실정이다. 이에 따라 민자로 추진할 계획인 초읍 경전철은 부산진구 초읍동 일대와 부전동, 서면 교차로 인근을 연결하는 노선이다. GS건설 컨소시엄에서 건설과 운영을 맡게 된다. 사직여자중학교를 출발하여 3호선 종합운동장역, 시민도서관, 어린이대공원, 초읍중학교, 부산진고등학교, 부산시민공원, 부전역 복합환승센터를 지나 경남공업고등학교 부근까지 연결되는, 총연장 7km의 노선이다. 그러나 건설 예정사에서 사업을 포기하고 사업이 지지부진하다가 백지화되었다.
- C-BAY-Park선  부산항선으로 전구간 통합되버리면서 백지화되었다.
- 영도선 부산항선으로 통합돼서 백지화되었다.
- 우암감만선 부산항선으로인한 노선통합으로 백지화되었다
- 오륙도선 사업비문제랑 경제성이 너무떨어진진다는이유로 경성대부경대역~대연천구간만 부산항선으로계승되고 오륙도와 용호동 구간은 백지화되었다

## 같이 보기
- 부산 도시철도역 목록
- 대한민국의 도시 철도
- 지하철 목록
- ● 부산 도시철도 1호선
- ● 부산 도시철도 2호선
- ● 부산 도시철도 3호선
- ● 부산 도시철도 4호선
- ● 부산 도시철도 5호선
- ● 부산-김해 경전철
- ● 동해선 광역전철
- 양산 도시철도
- 부산교통공사

## 사건사고
- 2012년 8월 27일 오후 2시 3분경 부산 사하구 괴정동 부산도시철도 1호선 대티역에 진입 중이던 전동차에서 불이 나 승객들이 대피하는 소동을 벌였다. 연기를 들이마신 승객 등 20여명이 인근 병원으로 옮겨져 치료 중이다. 열차는 오후 3시 1호선 신평~중앙동 상하행선 모두 운행이 중단된 상태다. 중앙동~노포동 구간은 양방향 정상운행하고 있다. 20여분 만에 잡혔으며 경찰과 소방당국은 목격자 진술 등을 토대로 정확한 화재원인을 파악 중이다. 화재는 서대신역을 출발, 대티역으로 진입하던 전동차 외부에서 발생한 것으로 전해졌다. 다행히 차량 내부 및 승강장으로 번지지는 않았다. 전동차 기관사는 “대티역 200여ｍ를 남겨두고 전동차의 외부 전기공급선에서 스파크가 튀었다”며 “대티역에 정차하자마자 승객들을 대피시켰다”고 말했다. 경찰은 정확한 화재 원인을 조사했다.

- 2024년 3월 9일 정오 부산지하철 1호선 부산대역을 향하던 전동차에서 메모지에 불을 붙여 의자에 붙여서 방화를 시도했지만 다행히 옮겨붙지 않았고 범인은 승객 신고를 받고 출동한 역무원에게 욕설하고 때릴 듯이 위협도 하고 역무원과 실랑이 중 도주한 이 남성은 다음 날 부산역을 배회하다가 경찰에 붙잡혔다.